# 장유빈 (축구 선수)
장유빈(2002년 2월 10일 ~ )은 대한민국의 여자 축구 선수로 포지션은 공격수이다. 현재 WK리그의 서울시청 여자 축구단 소속으로 활동하고 있다.

## 어린 시절
초등학교 3학년 때 남자 아이들과 축구하는 것을 군산구암초등학교 축구부 감독이 그녀를 남자로 오해해 스카우트 제의를 한 것을 계기로 정식적으로 축구를 배우게 되었다. 중학교 때 부터는 여자 축구부가 있는 율면중학교로 진학을 하였고 고등학교부터는 이전의 수비수와 미드필더 포지션이 아닌 공격수로 전향하게 되었다.

## 국가대표팀 경력
8년만에 U-17 대표팀이 FIFA U-17 여자 월드컵에 출전하게 되면서 생애 첫 세계 무대를 경험하게 되었다.
U-20 대표팀 때는 코로나바이러스감염증으로 FIFA U-20 여자 월드컵이 취소되어 대회에 참가하지 못했다.
2022년, 류지수와 함께 성인 대표팀에 처음으로 소집되었다.